# Tsada
Tsada este o localitate din districtul Paphos al Ciprului. Este foarte aproape de satele Kili și Kallepia. Este situat la o altitudine de 600 de metri. Se află la doar 8 kilometri nord de Paphos.